# 遠藤和子
遠藤 和子（えんどう かずこ、1964年9月1日 - ）は、元名古屋テレビ放送（メ〜テレ）のアナウンサー。兵庫県姫路市出身。血液型O型。神戸大学教育学部卒業。

## 来歴
大学卒業後の1987年4月、名古屋テレビに入社。2003年10月に編成部へ異動。

## 過去の担当番組
- 名古屋テレビステーションEYE
- コケコッコー（キャスター）
- 名古屋テレビ 特集（リポーター）
- オンブズ11（キャスター）
- TRYあんぐる（『あんぐる美学』のコーナー担当）
- 名古屋テレビニュース
- 名古屋テレビ600ステーション